# سونگ‌جو
سونگ‌جو (به لاتین: Seongju-eup) یک منطقهٔ مسکونی در کره جنوبی است که در جئونسانگبوک-دو واقع شده‌است. سونگ‌جو ۳۶٫۳۴ کیلومتر مربع مساحت و ۱۴٬۰۹۲ نفر جمعیت دارد.